# German Township (Clark County, Ohio)
German Township ist eines von zehn Townships des Clark Countys im US-Bundesstaat Ohio. Nach der Volkszählung im Jahr 2000 waren hier 7663 Einwohner registriert.

## Geografie
German Township liegt nordwestlich des geografischen Zentrums des Clark Countys im mittleren Südwesten von Ohio und grenzt im Uhrzeigersinn an die Townships: Mad River Township im Champaign County, Urbana Township (Champaign County), Moorefield Township, Springfield Township, Bethel Township, Pike Township und Jackson Township (Champaign County).

## Verwaltung
Das Township wird durch ein Board of Trustees, bestehend aus drei gewählten Mitgliedern, verwaltet. Zwei Personen werden jeweils im Jahr nach der Präsidentschaftswahl gewählt und eine jeweils im Jahr davor. Die Amtszeit dauert in der Regel vier Jahre und beginnt jeweils am 1. Januar. Daneben gibt es noch einen Township Clerk (zuständig für Finanzen und Budget), der ebenfalls im Jahr vor der Präsidentschaftswahl auf eine vierjährige Amtszeit gewählt wird. Dessen Amtszeit beginnt jeweils am 1. April.

## Einzelnachweise

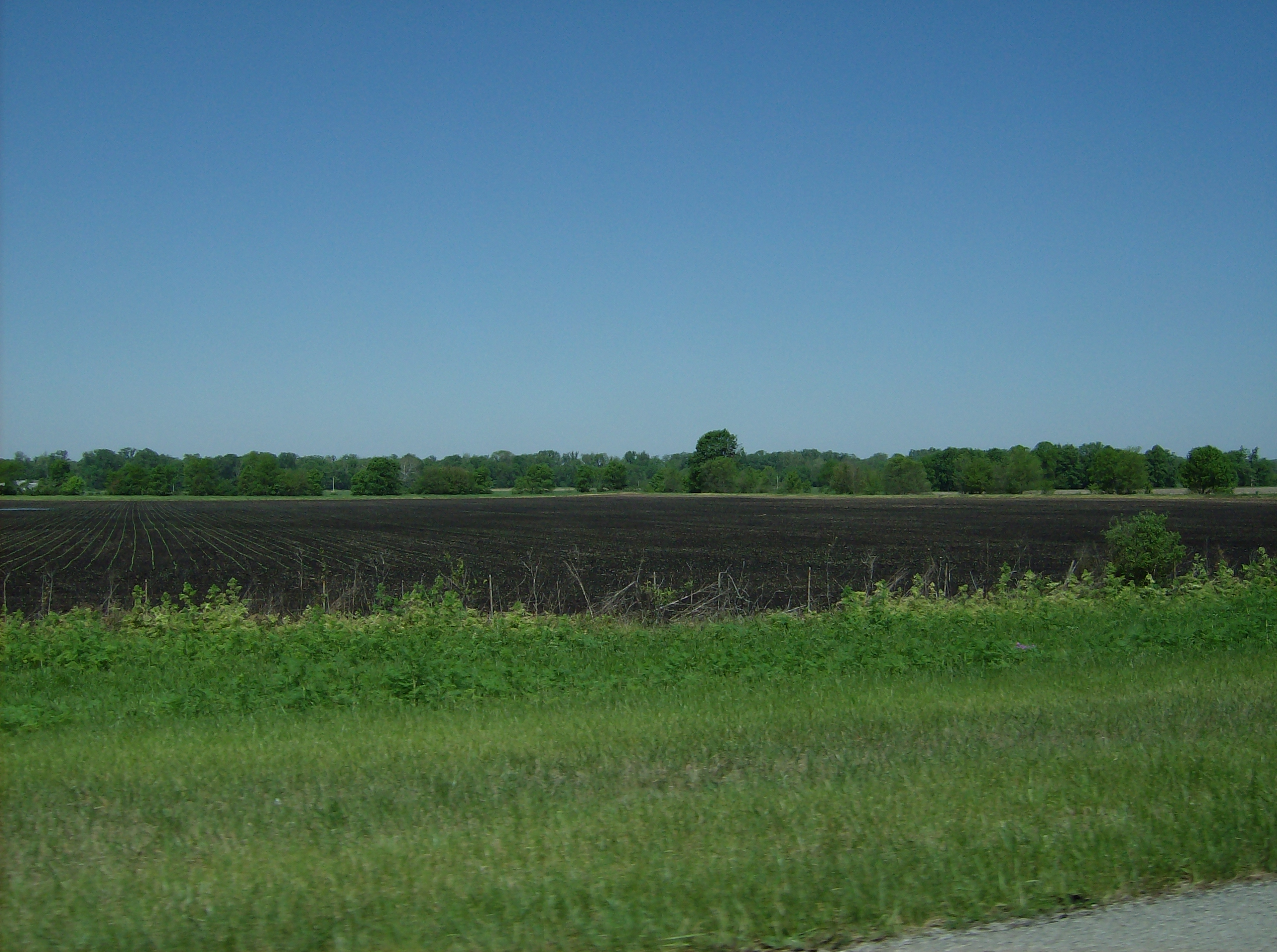
Farmland im Westen des German Townships